# Воскресенское (Воскресенский сельсовет, Данковский район)
В Данковском районе есть ещё одно село Воскресенское
Воскресе́нское — село Данковского района Липецкой области. Центр Воскресенского сельского поселения.

## География
Стоит на трассе Данков — Ефремов у пересечения с рекой Птань (на правом её берегу).
В 1,5 километрах от села ранее находилась деревня Дмитриевка, упразднённая в 1987 году.

## История
В документах 1776 года упоминается село Воскресенское с Воскресенской церковью (сохранилась доныне).

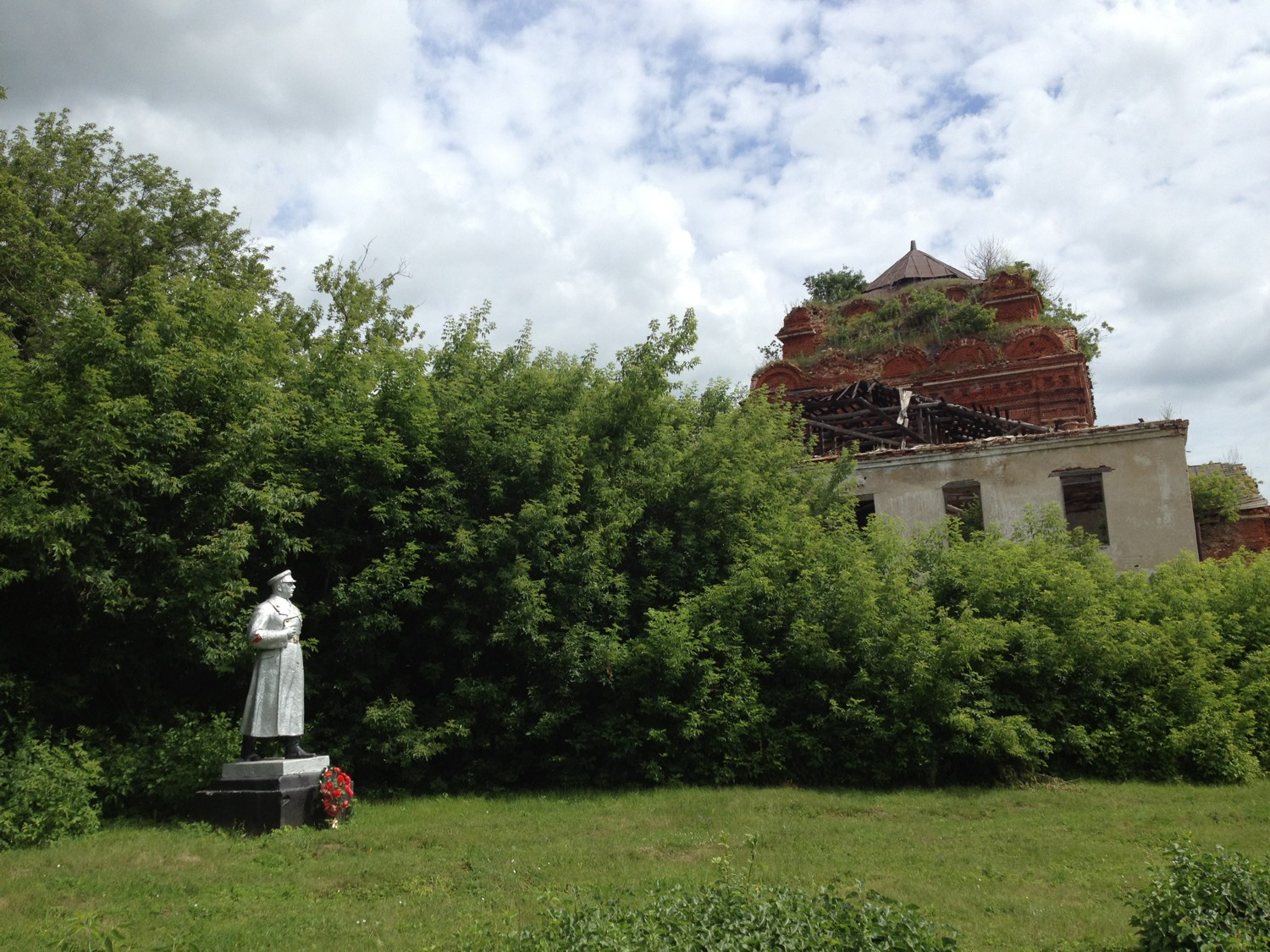
Село Воскресенское Липецкой области — памятник Ворошилову и церковь Воскресения

В селе установлен памятник Маршалу Клименту Ворошилову.

## Население
| 1939 | 1959  | 2010 |
| ---- | ----- | ---- |
| 1299 | ↘1191 | ↘672 |